# 大塚商会レッドアルファーズ
大塚商会レッドアルファーズ（おおつかしょうかいレッドアルファーズ、英: Otsuka Corp. Red Alphas）は、東京都千代田区を拠点に活動する社会人バスケットボールチーム。母体企業は大塚商会。2012年に大塚商会アルファーズの下部組織として創設され、2019年からアルファーズに代わり大塚商会のバスケットボール部として活動している。現在は男子関東SB2リーグに所属している。

## 歴史
2012年、大塚商会アルファーズ（現越谷アルファーズ）のJBL2加盟に合わせ、関東実業団リーグ2部の参加資格をそのまま引き継ぎつつ誕生した。チーム形態は前述の通り実業団であり、立場上はアルファーズの2軍である。故に、1軍であるアルファーズに所属選手がコールアップされることもある。
2015年、関東実業団リーグ2部初優勝。
2017年、関東実業団リーグ2部2位ながらも1部昇格を決める。
2018年からは関東実業団リーグの発展解消による廃止で地域リーグが新しく創設されたことに伴い、同リーグの関東地区Dブロックに所属する。また、1軍であるアルファーズがプロチームを目指し埼玉県越谷市に移転、別法人になったものの、同チームは引き続き大塚商会が母体で本拠地は本社がある千代田区に引き続き留まっている。